# Anadoras grypus

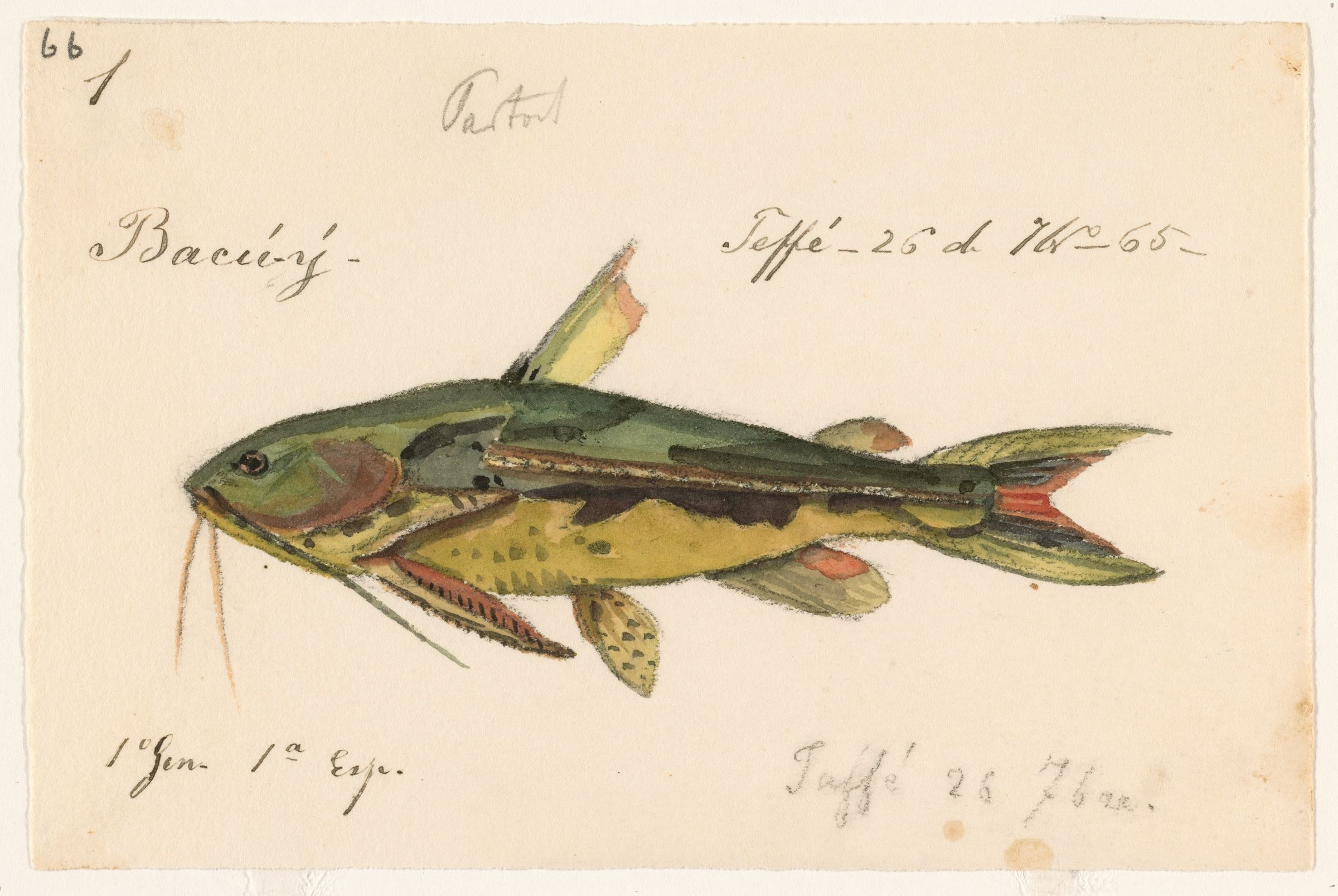

Anadoras grypus är en fiskart som först beskrevs av Cope 1872.  Anadoras grypus ingår i släktet Anadoras och familjen Doradidae. Inga underarter finns listade i Catalogue of Life.